# Gorgorhynchus trachinotus
Gorgorhynchus trachinotus is een soort in de taxonomische indeling van de Acanthocephala (haakwormen). De worm wordt meestal 1 tot 2 cm lang. Ze komen algemeen voor in het maag-darmstelsel van ongewervelden, vissen, amfibieën, vogels en zoogdieren.
De haakworm komt uit het geslacht Gorgorhynchus en behoort tot de familie Rhadinorhynchidae. Gorgorhynchus trachinotus werd in 1986 beschreven door Noronha, Vicente, Magalhães-Pinto & Fábio.
Dely Noronha, Júlio J Vicente, R. Magalhães Pinto & Sueli P Fábio